# Adventure Island II
Adventure Island II (яп. 高橋名人の冒険島II Takahashi Meijin no Bouken Jima II, досл. «Master Takahashi's Adventure Island II»), также известная как Hudson’s Adventure Island II — компьютерная игра в жанре платформера, разработанная и выпущенная компанией Hudson Soft для игровой консоли Famicom и позднее некоторых других платформ в 1991 году.

## Сюжет
Игрок управляет Мастером Хиггинсом, который исследует архипелаг в поисках похищенной девушки.

## Игровой процесс
По сравнению с первой частью игры, геймплей практически не изменился. Персонаж может разгоняться, прыгать, а также атаковать врагов оружием, которое находится в яйцах, расположенных на уровнях. Присутствует ограничение по времени; чтобы увеличить значение на таймере, нужно собирать фрукты или мясо. Для перехода на следующий остров необходимо победить босса.

### Нововведения
В игру добавлен инвентарь-склад, теперь перед началом каждого уровня игрок может взять оттуда оружие или динозавра-помощника, либо наоборот, поместить туда найденное на предыдущем уровне. Каменные топорики не трансформируются в огненные книппели: если подобрать второй топорик, он автоматически добавится в инвентарь. Кроме оружия, игрок может найти на уровне одного из четырёх динозавров-помощников, которые обозначены карточными мастями. Тогда герой превращается в наездника и продолжает движение по уровню, используя способности помощника. При контакте с врагом, кострами, шипами и пр. динозаврик умирает, и Мастер Хиггинс, если это возможно, должен завершить уровень в одиночку.
Скейтборд теперь не переносится на следующий уровень и не сохраняется в инвентаре. На конечной точке он исчезает и игроку добавляется 2000 очков. Каждые 20000 очков дают жизнь. Между уровнями персонаж попадает в специальную комнату, где появляется вращающееся кольцо из восьми яиц. Игроку предлагается сделать случайный выбор, с возможностью получить от 50 до 2000 очков, либо жизнь.
Система чекпойнтов теперь отсутствует. Если герой умирает, то игрок должен пройти весь уровень заново; сами уровни, по сравнению с предыдущей частью, стали короче. Присутствуют подводные уровни и уровни с вертикальной прокруткой. Это единственная часть игры, где на горизонтальных уровнях можно двигаться назад, но лишь до определённых точек.
На каждом острове находится около десяти локаций, при этом стартовая точка и местоположение босса изначально известны. В процессе игры происходит случайное и не зависящее от игрока перемещение по точкам на карте от стартовой позиции к боссу. При этом некоторые локации не будут посещены. Однако, если герой погибнет в битве с боссом, то босс переместится в одну из непосещённых ранее точек на карте, и игроку для повторной битвы нужно будет ещё раз пройти текущую локацию, а затем завершить уровень в точке, куда переместился босс. Если герой погибнет ещё раз, то босс продолжит перемещаться по непосещённым локациям острова до тех пор, пока таковых вообще не останется. Если истратить все попытки, то игроку придётся начинать процесс заново. Количество продолжений не ограничено.
Если битва происходит с помощником, то герой слезет с него, и на экране будут два персонажа, которыми игрок сможет управлять параллельно. Преимущество помощника в том, что в этой битве он неуязвим, он также может атаковать, и, кроме того, отвлекает на себя все атаки босса. Если же герой дошёл до босса вообще без оружия, то его можно будет получить на экране битвы.

## Отзывы
| Иноязычные издания | Иноязычные издания |
| Издание            | Оценка             |
| ------------------ | ------------------ |
| AllGame            | [ 1 ]              |

Редактор Allgame Скайлер Миллер похвалил игру и сказал, что она во всем превосходит оригинал.